# Женская сборная Уругвая по хоккею на траве
Женская сборная Уругвая по хоккею на траве (англ. Uruguay women's national field hockey team) — женская сборная по хоккею на траве, представляющая Уругвай на международной арене. Управляющим органом сборной выступает Федерация хоккея на траве Уругвая (исп. Federacion Uruguaya de Hockey sobre Cesped, англ. Uruguay Hockey Federation).
Сборная занимает (по состоянию на 6 июля 2015) 29-е место в рейтинге Международной федерации хоккея на траве (FIH).

## Результаты выступлений

### Мировая лига
- 2012/13 — 21-е место (выбыли во 2-м раунде)
- 2014/15 — 19-е место (выбыли в полуфинальном раунде)

### Панамериканские игры
- 1987—1999 — не участвовали
- 2003 —
- 2007 — 7-е место
- 2011 — не участвовали
- 2015 — 5-е место

### Панамериканский чемпионат
- 2001 — 4-е место
- 2004 — 4-е место
- 2009 — не участвовали
- 2013 — 6-е место
- 2017 — квалифицированы

### Чемпионат Южной Америки
- 2003 —
- 2006 —
- 2008 —
- 2010 —
- 2013 — [2]